# Cojímar
Cojímar és un poble a 7km de l'Havana, formant un consejo popular que és part de municipi de L'Havana de l'Est. El poble fou una inspiració per Ernest Hemingway a El vell i la mar. Fou també la ubicació on durant la decada del 1940 un tauró blanc enorme va ser agafat. L' Estadi Panamericà és localitzat al sud-oest del poble. Ha nascut a Cojímar la cantant Camila Cabello i l'actor William Levy.